# 查普曼敦 (加利福尼亞州)
查普曼敦（英語：Chapmantown）是位於美國加利福尼亞州比尤特縣的一個非建制地區。該地的面積和人口皆未知。

## 地理
查普曼敦的座標為39°43′14″N 121°49′00″W / 39.72056°N 121.81667°W，而該地的平均海拔高度為63米（即207英尺）。